# Attentat d'Oklahoma City
L'attentat d'Oklahoma City est un acte terroriste par véhicule piégé perpétré le 19 avril 1995 par Timothy McVeigh et Terry Nichols, des extrémistes anti-gouvernement proches du suprémacisme blanc,. Visant le bâtiment fédéral Alfred P. Murrah dans le centre-ville d'Oklahoma City, cet attentat est le plus destructeur sur le sol américain jusqu'aux attentats du 11 septembre 2001, avec la mort de 168 personnes et plus de 680 blessés. L'explosion détruit ou endommage 324 bâtiments dans un rayon de seize pâtés de maisons, détruit ou brûle 86 voitures et souffle les vitres de 258 bâtiments à proximité. Les dégâts de la bombe sont estimés à un minimum de 652 millions de dollars de l'époque. De grands efforts sont entrepris pour sauver les victimes prisonnières des décombres. La Federal Emergency Management Agency (FEMA) diligente onze de ses équipes, soit 665 secouristes, pour participer aux opérations.
Ancien militaire, amateur et collectionneur d'armes à feu, Timothy McVeigh est devenu vendeur dans les foires d'armes à travers le pays. Opposé à la gestion par le gouvernement fédéral du siège de Waco et de l'incident de Ruby Ridge, le sympathisant du mouvement des miliciens programme son acte pour le faire coïncider avec le deuxième anniversaire du siège de Waco. Dans les heures qui suivent l'explosion, il est arrêté pour conduite d'un véhicule sans plaque d'immatriculation et port d'arme illégal. Les preuves collectées par la police scientifique le lient rapidement à l'attentat. En développant son parcours et son réseau, les enquêteurs identifient Terry Nichols, Michael Fortier et Lori Fortier comme ses complices. Ils sont inculpés quelques jours après.
L'enquête officielle, nommée « OKBOMB », est la plus grande enquête criminelle de l'histoire américaine, avec plus de 28 000 témoignages recueillis par le FBI, la collecte de plus de 3,2 tonnes de preuves et de près d'un milliard d'éléments. Les accusés sont jugés et condamnés en 1997 : McVeigh est exécuté par injection létale le 11 juin 2001 et Nichols est condamné à la prison à perpétuité. Après avoir témoigné contre McVeigh et Nichols, Michael Fortier est condamné à douze ans de prison pour avoir omis d'avertir le gouvernement américain, alors que Lori Fortier bénéficie d'une immunité en échange de son témoignage. Certaines personnes, toutefois, contestent les conclusions officielles et allèguent l'implication d'auteurs supplémentaires.
À la suite de l'attentat, le gouvernement fédéral américain adopte une législation visant à prévenir de futures attaques terroristes en renforçant la protection autour des bâtiments fédéraux. De 1995 à 2005, plus de soixante attentats sur le sol américain sont déjoués grâce aux mesures préventives prises en réponse à l'attentat. Le 19 avril 2000, le Mémorial national d'Oklahoma City est érigé sur le site de l'ancien bâtiment pour saluer la mémoire des victimes. Des commémorations annuelles y sont organisées à la date anniversaire de l'explosion.

## Préparations

### Mobile
Les principaux conspirateurs, Timothy McVeigh et Terry Nichols, se rencontrent à Fort Benning en 1988 pendant l'entraînement des recrues de l'armée américaine,. Michael Fortier est le compagnon de chambre de McVeigh à l'armée. Les trois hommes partagent un intérêt commun pour le survivalisme, une opposition au contrôle des armes à feu et le soutien au mouvement des miliciens,. Ils expriment leur colère face à la gestion par le Federal Bureau of Investigation (FBI) d'affaires comme Ruby Ridge en 1992 ou le siège de Waco en 1993,. En mars 1993, McVeigh se rend sur le site de Waco lors des affrontements, puis de nouveau après leur fin. Il décide de faire exploser un bâtiment fédéral en réponse aux actions des policiers,,,.

### Choix de la cible

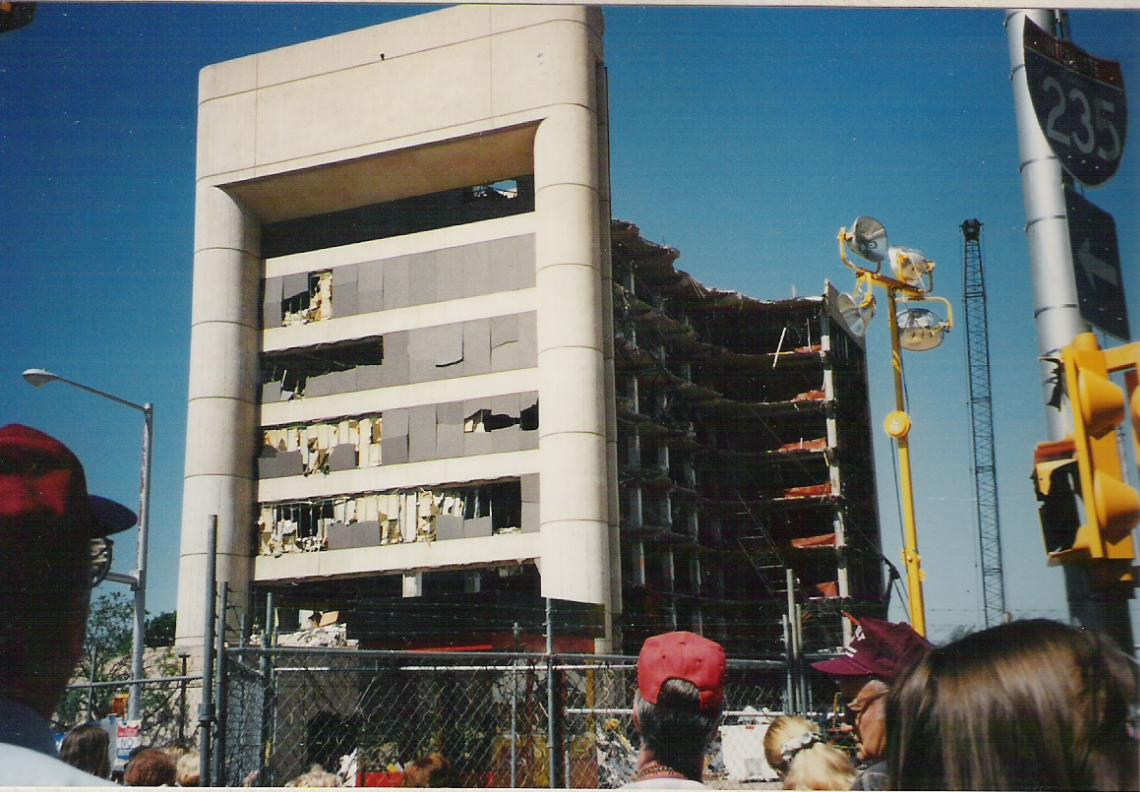
Vue du bâtiment fédéral Alfred P. Murrah partiellement détruit après l'attentat d'Oklahoma City.

Timothy McVeigh ne prévoit initialement que la destruction d'un bâtiment fédéral, mais il décide que son message serait mieux entendu si l'attentat tuait beaucoup de gens. Comme critère de sélection des sites potentiels, il retient que la cible accueille au moins deux des trois organismes fédéraux liés aux forces de police : le Bureau of Alcohol, Tobacco, Firearms and Explosives (ATF), le Federal Bureau of Investigation (FBI) et la Drug Enforcement Administration (DEA). Il considère la présence d'autres agences, telles que l'United States Secret Service ou l'United States Marshals Service comme des facteurs supplémentaires d’intérêt.
McVeigh part habiter à Kingman dans l'Arizona et étudie des cibles dans le Missouri, l'Arizona, le Texas et l'Arkansas,. Il déclare dans sa biographie qu'il voulait minimiser les pertes qui n’auraient pas concerné le gouvernement et a donc exclu un bâtiment gouvernemental de quarante étages à Little Rock, dans l'Arkansas, en raison de la présence d'un fleuriste au rez-de-chaussée. En décembre 1994, McVeigh et Fortier visitent Oklahoma City pour inspecter leur principale cible : le bâtiment fédéral Alfred P. Murrah. Construit en 1977, ce bâtiment de neuf étages porte le nom d'un juge fédéral et abrite quatorze organismes fédéraux dont la DEA, l'ATF, l'administration de la sécurité sociale ainsi que des bureaux de recrutement pour l'Armée de terre (US Army) et l'United States Marine Corps. L'immeuble Murrah est choisi aussi pour sa façade avant vitrée qui devait éclater avec le souffle de l'explosion ainsi que pour le parking ouvert qui l'entoure, qui pourrait en théorie absorber et dissiper une partie de la force de l'explosion, protégeant les occupants des bâtiments voisins. En plus, McVeigh estime que l'espace libre autour du bâtiment permet des photographies de meilleure qualité pour la propagande. L'attaque est planifiée pour le 19 avril 1995 pour coïncider avec l'anniversaire du siège de Waco et le 220e anniversaire des batailles de Lexington et Concord, connues pour avoir marqué le début de la guerre d'indépendance des États-Unis.

### Récupération du matériel
Timothy McVeigh et Terry Nichols achètent ou volent le matériel nécessaire à la fabrication de la bombe puis le stockent dans des garde-meubles. En août 1994, McVeigh obtient neuf charges d'explosif binaire de type Kinestik de l'armurier Roger E. Moore et les déclenche avec Nichols près de la maison de ce dernier à Herington dans le Kansas,,. Le 30 septembre 1994, Nichols achète quarante sacs de 23 kg de nitrate d'ammonium à la Mid-Kansas Coop de McPherson dans le Kansas, soit une quantité considérée comme inhabituelle, même pour un agriculteur. Nichols achète un sac supplémentaire le 18 octobre 1994. McVeigh se rapproche de Fortier et lui demande de l'aider avec son projet d'attentat, mais Fortier refuse,.

Localisation d'Oklahoma City.

McVeigh et Nichols sont suspectés d'avoir volé des armes à feu, de l'or, de l'argent et des bijoux dans la maison de Roger E. Moore pour une somme d'environ 60 000 dollars, transportant même le butin dans la fourgonnette de la victime. McVeigh a auparavant visité le ranch de Moore. Toutefois, des doutes ont été soulevés au sujet de l'implication des deux hommes dans ce vol à cause du port de masques rendant les identifications impossibles et le fait que la description physique donnée ne corresponde pas à Nichols. En outre, des voleurs de l'Armée républicaine aryenne opèrent dans la région à l'époque et McVeigh n'a pas besoin de lever des fonds pour la bombe, puisqu'il a suffisamment d'avoirs pour acheter le matériel, au coût d'environ 5 000 dollars. La location du camion coûte environ 250 dollars, l'engrais au moins 500 dollars, et le nitrométhane 2 780 dollars, avec une voiture bon marché utilisée comme véhicule pour la fuite. McVeigh écrit une lettre à Moore dans laquelle il affirme que le vol a été commis par des agents du gouvernement. Malgré ces doutes, les objets volés à Moore sont retrouvés dans la maison de Nichols et dans un hangar de stockage qu'il a loué,.
En octobre 1994, McVeigh montre à Michael Fortier et son épouse Lori un schéma de la bombe qu'il souhaite construire. McVeigh prévoit de construire une bombe contenant plus de 2 300 kg d'engrais au nitrate d'ammonium, mélangé avec environ 540 kg de nitrométhane liquide et 160 kg de Tovex. Avec le poids des 16 barils de 210 litres dans lequel le mélange explosif doit être emballé, la bombe a un poids total d'environ 3 200 kg. McVeigh a initialement l'intention d'utiliser de l'hydrazine, un carburant pour fusée, mais cela s'avère trop coûteux. En octobre 1994, déguisé en pilote de vitesse moto, McVeigh obtient trois barils de 210 litres de nitrométhane sous le prétexte que des collègues motards et lui ont besoin de ce carburant pour une course.
McVeigh loue un espace de stockage dans lequel il stocke sept caisses de cylindres de Tovex, 80 bobines de détonateurs et 500 détonateurs électriques, qu'il a volés avec Nichols dans une carrière de Marion, au Kansas. Il décide de ne pas voler tout ou partie des 18 000 kg d'ANFO qu'il a trouvé sur les lieux car il a des doutes sur leur puissance, même s'il obtient plus tard dix-sept sacs d'ANFO auprès d'une autre source pour constituer la bombe. McVeigh réalise un prototype de la bombe en utilisant une bouteille en plastique contenant des granulés de nitrate d'ammonium, le nitrométhane liquide, un morceau de Tovex et un détonateur. Il fait exploser son prototype dans le désert pour éviter d'attirer l'attention,.
Plus tard, parlant du côté militaire de ses préparatifs, il dit : « Vous apprenez à gérer la mise à mort chez les militaires. J'ai dû faire face aux conséquences, mais j'ai appris à les accepter ». Il compare ses actions aux bombardements atomiques d'Hiroshima et de Nagasaki, plutôt que l'attaque de Pearl Harbor, en apportant un raisonnement sur le fait que cette action est nécessaire pour empêcher que davantage de vies ne soient perdues.
Le 14 avril 1995, McVeigh prend une chambre au Dreamland Motel de Junction City, au Kansas,. Le lendemain, il loue un camion à la société Ryder sous le nom de Robert D. Kling, un alias qu'il choisit parce qu'il a connu un soldat de l'armée nommé Kling avec lequel il a partagé des caractéristiques physiques et parce que cela lui rappelait les guerriers Klingon de la saga Star Trek,,. Le 16 avril 1995, il conduit une voiture jusqu'à Oklahoma City, qu'il gare à plusieurs blocs du bâtiment Alfred P. Murrah, en prévision de leur fuite. Les caméras de sécurité d'une résidence proche enregistrent des images du camion de Nichols qui circule en direction du bâtiment fédéral. Après avoir enlevé la plaque d'immatriculation du véhicule, il laisse une note masquant le Vehicle Identification Number (VIN) sur laquelle il écrit : « Pas abandonné. Merci de ne pas remorquer. Bougera le 23 avril. (besoin de batterie et de câble) »,. Les deux hommes retournent ensuite au Kansas.

### Élaboration de la bombe
Les 17 et 18 avril 1995, Timothy McVeigh et Terry Nichols retirent leur matériel du lieu de stockage d'Herington. Ils chargent 108 sacs d'engrais au nitrate d'ammonium pesant 23 kg chacun, treize barils de 210 litres de nitrométhane liquide, plusieurs caisses d'explosifs Tovex, dix-sept sacs d'ANFO, ainsi que des détonateurs et des mèches dans le camion de location Ryder. Les deux hommes conduisent ensuite le camion près du lac du comté de Geary, où ils clouent des planches dans le camion afin de maintenir en place les treize barils et mélangent les produits chimiques à l'aide de seaux en plastique et d'un pèse-personne. Chaque baril pèse près de 230 kg. McVeigh ajoute plus d'explosifs du côté conducteur pour, dans l'éventualité d'une défaillance des détonateurs, tirer dessus avec son pistolet Glock 21, ce qui le conduirait à se suicider dans le processus. Durant le procès de McVeigh, Lori Fortier, épouse de Michael Fortier, déclare que McVeigh a prétendu avoir arrangé les barils afin de former une charge creuse. Pour finir, des sacs d'engrais de nitrate d'ammonium sont placés juste sur le panneau latéral en aluminium du camion avec pour but de diriger le souffle de l'explosion latéralement vers l'endroit où se trouve le bâtiment. Plus précisément, McVeigh dispose les barils en forme de « J » inversé pour augmenter la force de destruction. Cependant, une telle répartition inégale de 3 200 kg de charge risquait de casser un essieu, renverser le camion lors d'un virage ou du moins le faire pencher d'un côté, ce qui aurait pu attirer l'attention.

Déroulement de l'attentat.

McVeigh ajoute un système d'allumage à double mèche accessible depuis l'habitacle du camion. Il fore deux trous sous le siège permettant le passage de mèches vers la bombe. Ces mèches lentes allumées depuis la cabine du camion, sont reliées à travers des tubes en plastique à deux séries de détonateurs non-électriques. Le tube est peint en jaune pour se fondre dans la couleur du camion, et solidement attaché en place avec du gros scotch au mur afin de le rendre difficile à enlever de l'extérieur. Les mèches sont mises en place pour amorcer l'explosion des 160 kg de Tovex, un explosif primaire, qui à leur tour vont amorcer la détonation des barils, constitués d'explosifs secondaires. Parmi les treize barils remplis, neuf contiennent du nitrate d'ammonium et du nitrométhane, alors que quatre contiennent un mélange d'engrais et de carburant diesel (ANFO). D'autres documents et outils utilisés pour la fabrication de la bombe sont laissés dans le camion pour être détruits dans l'explosion. Après avoir terminé de préparer le camion piégé, les deux hommes se séparent : Nichols rentre chez lui à Herington et McVeigh avec le camion à Junction City.

## Attentat
Le plan original de Timothy McVeigh est de faire exploser la bombe à 11 h heure locale, mais à l'aube du 19 avril 1995, il décide de détruire le bâtiment à 9 h. En conduisant le camion vers le bâtiment fédéral Murrah, McVeigh porte avec lui une enveloppe contenant des pages des Carnets de Turner, un roman sur la suprématie blanche, qui lance une révolution en faisant exploser le quartier général du FBI à 9 h 15 en utilisant un véhicule piégé. McVeigh porte un T-shirt sur lequel la devise de l'État de Virginie, Sic semper tyrannis, est imprimée (devise notable pour avoir été scandée par John Wilkes Booth immédiatement après l'assassinat d'Abraham Lincoln) et la citation « L'arbre de la liberté doit être de temps en temps nourri avec le sang des patriotes et des tyrans » de Thomas Jefferson. Il transporte également une enveloppe remplie d'éléments anti-gouvernementaux comme un autocollant avec la citation de Samuel Adams : « Quand le gouvernement craint le peuple, c'est la liberté. Quand le peuple craint le gouvernement, c'est la tyrannie ». Au recto de celui-ci, McVeigh griffonne : « Peut-être que maintenant, il y aura la liberté ! » et une citation de John Locke affirmant qu'un homme a le droit de tuer quelqu'un qui lui ôte sa liberté,.
McVeigh entre dans Oklahoma City à 8 h 50. À 8 h 57, les caméras de sécurité de la résidence qui ont filmé le camion de Terry Nichols trois jours plus tôt enregistrent également le camion Ryder se dirigeant vers le bâtiment fédéral Murrah. Au même moment, McVeigh allume la mèche à retardement pour une explosion à cinq minutes. Trois minutes plus tard, à un pâté de maisons de sa cible, il allume la mèche à retardement à deux minutes. Il gare le camion dans une zone de livraison située sous la garderie de l'immeuble. Il sort du véhicule, le verrouille et prend à pied la direction de son véhicule de fuite, abandonnant les clés du véhicule piégé quelques pâtés de maisons plus loin.

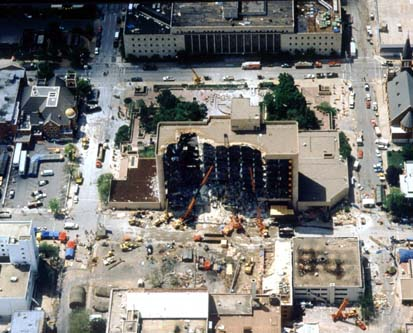
Vue aérienne du site après l'explosion.

À 9 h 2, le camion Ryder, contenant plus de 2 200 kg de nitrate d'ammonium, de nitrométhane et de mélange de carburant et de diesel, explose du côté nord du bâtiment fédéral,. Plusieurs centaines de personnes sont touchées, près de 600 employés fédéraux et 250 visiteurs externes se trouvent dans le bâtiment au moment de l'explosion, qui détruit un tiers du bâtiment. Elle crée dans la rue longeant le bâtiment un cratère large de 9,1 m et profond de 2,4 m. L'explosion détruit ou endommage 324 bâtiments dans un rayon de seize pâtés de maisons et provoque des bris de verre sur 258 bâtiments à proximité. Le verre brisé représente à lui seul 5 % des décès et 69 % des blessures faites à l'extérieur du bâtiment fédéral. L'explosion détruit ou brûle 86 voitures sur le site, provoquant des explosions secondaires de réservoirs d'essence et de pneus,. La destruction des bâtiments laisse plusieurs centaines de personnes sans-abri et provoque la fermeture de plusieurs bureaux au centre-ville d'Oklahoma City,. Le coût total des dommages est estimé à au moins 652 millions de dollars.
L'effet de l'explosion est équivalent à plus de 2 300 kg de trinitrotoluène (TNT), et peut être entendu et ressenti jusqu'à 89 km autour de la zone visée. Les sismomètres du musée des sciences de l'Oklahoma (en), basé à Oklahoma City à 6,9 km, et ceux de la ville Norman, située à 25,9 km, enregistrent une secousse à environ 3 sur l'échelle de Richter.

## Victimes et dégâts

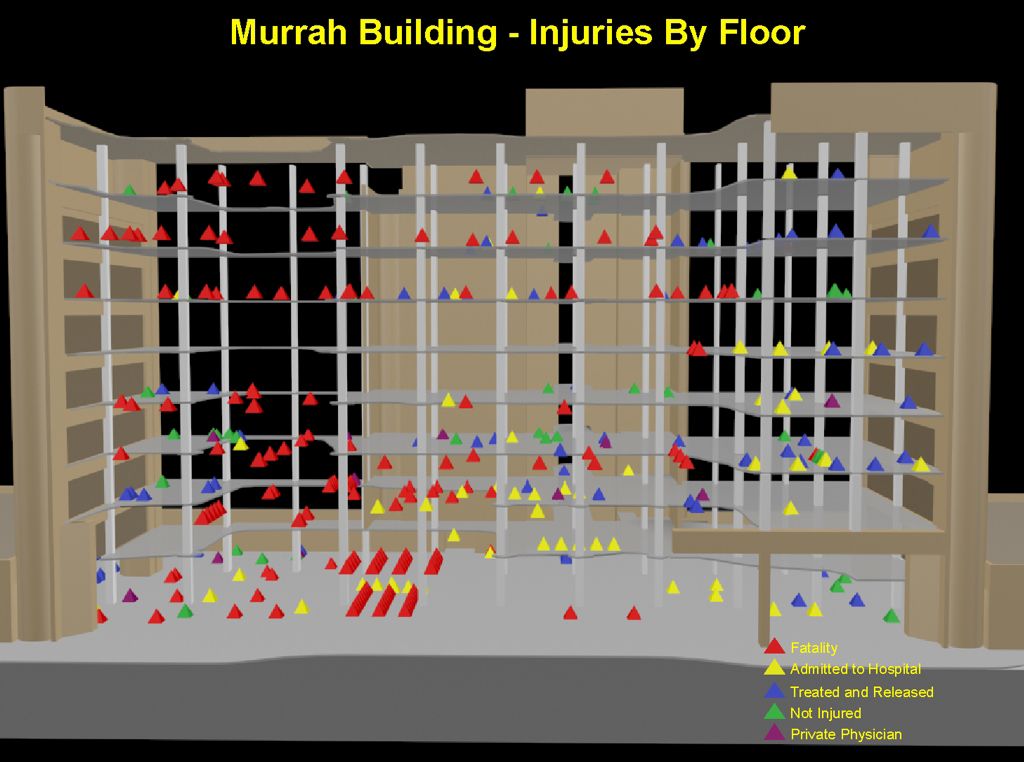
Répartitions des victimes dans le bâtiment.

D'après les estimations, 646 personnes se trouvent à l'intérieur du bâtiment lorsque la bombe explose. À la fin de la journée de l'attentat, vingt sont confirmées mortes, dont six enfants, avec plus d'une centaine de blessés. Le bilan atteint finalement 168 morts confirmés, sans compter une jambe qui pourrait avoir appartenu à une possible 169e victime non identifiée. La plupart des décès résultent de l'effondrement de l'immeuble, plus que de l'explosion de la bombe. Parmi les morts, 163 sont dans le bâtiment fédéral, une personne dans l'Athenian Building, une femme sur un parking dans la rue, un homme et une femme dans le bâtiment de l'Oklahoma Water Resources, et un sauveteur est mortellement blessé par des débris. En effet, la bombe détruit ou endommage gravement plus de 300 bâtiments dans la zone alentour, laisse plusieurs milliers de personnes sans logement et provoque la fermeture de bureaux dans le centre-ville d'Oklahoma City.
Les victimes, parmi lesquelles trois femmes enceintes, sont âgées de trois mois à 73 ans,. Parmi les morts, 99 travaillent pour le gouvernement fédéral. Dix-neuf des victimes sont des enfants, dont quinze étaient dans la garderie de l'immeuble. Les corps des 168 victimes sont identifiés dans une morgue temporaire mise en place près du lieu de l'attentat. Une équipe de 24 personnes identifie les victimes en utilisant des rayons X, des examens dentaires, des empreintes digitales, des tests sanguins et des tests ADN,,. Approximativement 700 personnes sont blessées dans l'attentat. La majorité des blessures sont des coupures, des brûlures graves et des fractures.
Timothy McVeigh justifie plus tard la mort des enfants dans l'attentat : « Je n'ai pas défini les règles de l'engagement dans ce conflit. Les règles, si elles ne sont pas écrites, sont définies par l'agresseur. C'était brutal, sans retenue. Femmes et enfants ont été tués à Waco et au Ruby Ridge. Vous renvoyez à la tête du gouvernement exactement ce qu'il vous envoie. ». Les pertes humaines entraînent la perte d'un parent pour 271 enfants et 60 enfants deviennent orphelins.
Les pertes matérielles sont importantes pour les agences fédérales qui voient un certain nombre de preuves et de documents sur des affaires en cours être détruits dans l'explosion. La perte de six agents de la DEA dépasse également les pertes humaines par les renseignements et informations qu'ils détenaient.

## Secours et réactions

### Secours

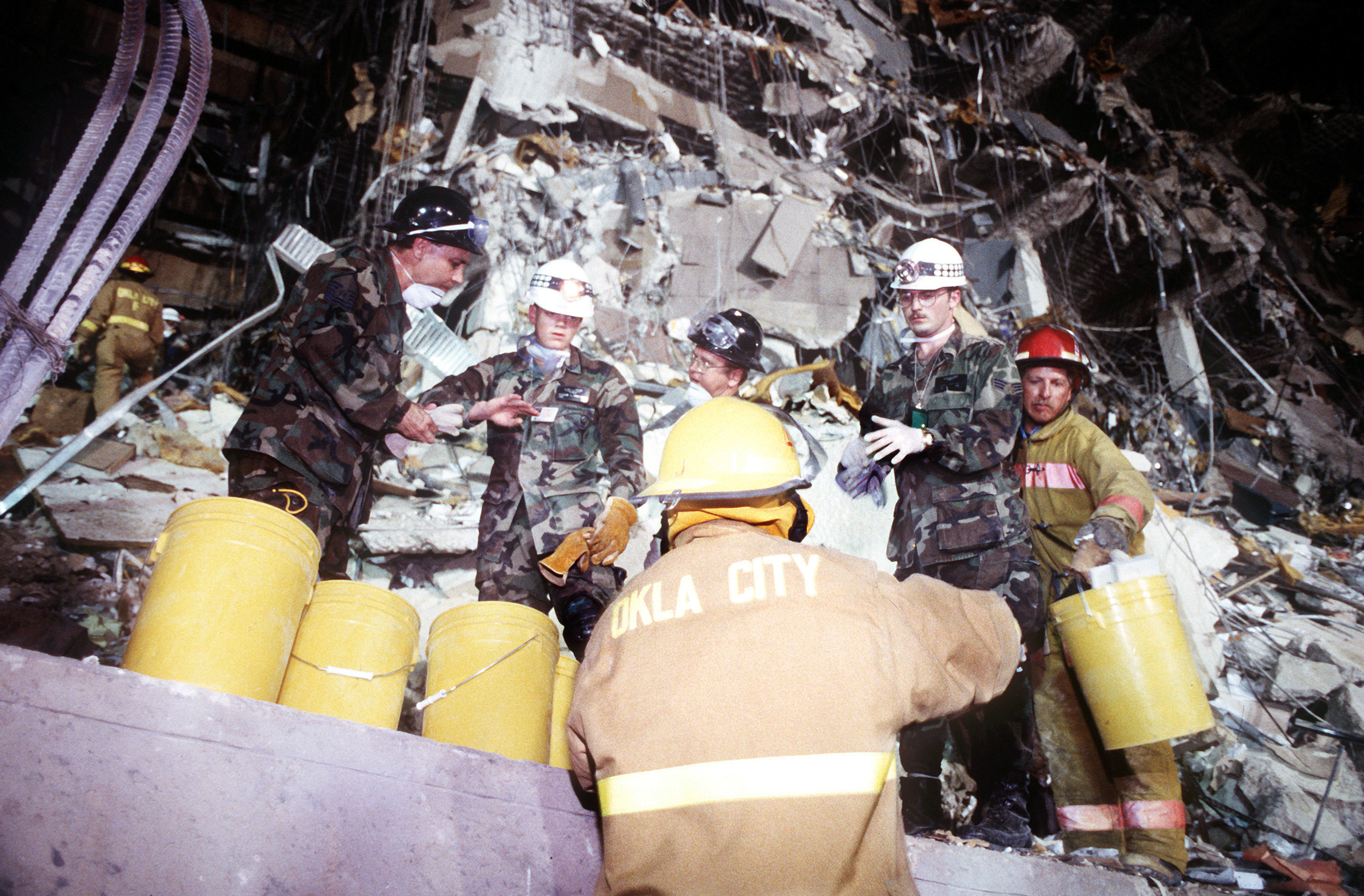
Les pompiers et membres de l'armée de l'air américaine nettoyant les débris lors du sauvetage.

Le matin, à 9 h 3 min 25 s HNC (Heure normale du Centre), l'EMSA (Emergency Medical Services Authority) — l'équivalent du Samu français — reçoit le premier appel au secours au sujet des attentats, sur un total de plus de 1 800 appels,. À ce même moment, ayant entendu l'explosion, les ambulanciers, les policiers et les pompiers de l'EMSA se dirigent déjà vers les lieux où le drame vient de se produire. Des civils se trouvant à proximité, qui ont été témoins ou qui ont entendu l'explosion, sont arrivés sur place pour porter assistance aux victimes et aider les secouristes. Le State Emergency Center (SEOC) est mis en place 23 minutes après l'explosion. Celui-ci est composé de représentants des services départementaux de la sécurité publique, des services sociaux, des militaires, des services de la santé et de l'éducation. Le service météorologique national, l'armée de l'air, la patrouille aérienne civile et la Croix-Rouge américaine assistent le SEOC,. Des membres de la garde nationale d'Oklahoma (465 au total) ainsi que d'autres membres du département de Gestion des urgences civiles ont aussi immédiatement offert leur aide, arrivant sur les lieux dans l'heure qui suit les attentats afin d'y assurer la sécurité.
Les secours avancent dans les décombres de béton et d'acier à l'aide de scies électriques. Le Pentagone envoie deux hélicoptères médicaux, des soldats entraînés dans la neutralisation de bombes et deux équipes canines pour la détection d'engins explosifs. En une heure, 50 personnes sont secourues. Tous les hôpitaux de la région accueillent des victimes. À la fin de la première journée, 153 personnes sont hospitalisées au St Anthony Hospital, à huit pâtés de maisons de l'explosion, plus de 70 personnes au Presbyterian, 41 au centre hospitalier universitaire et 18 à l'hôpital pour enfants. Des silences temporaires sont observés afin de pouvoir utiliser des appareils sensibles aux battements cardiaques et ainsi retrouver et porter secours à des survivants. Pour sortir certaines victimes coincées sous les décombres, l'amputation sans anesthésie est évoquée. Celle-ci n'est cependant pas pratiquée car il y a un risque de coma irréversible pour les victimes. La scène du drame doit être évacuée à plusieurs reprises car les policiers reçoivent des alertes pour des bombes posées dans le bâtiment.

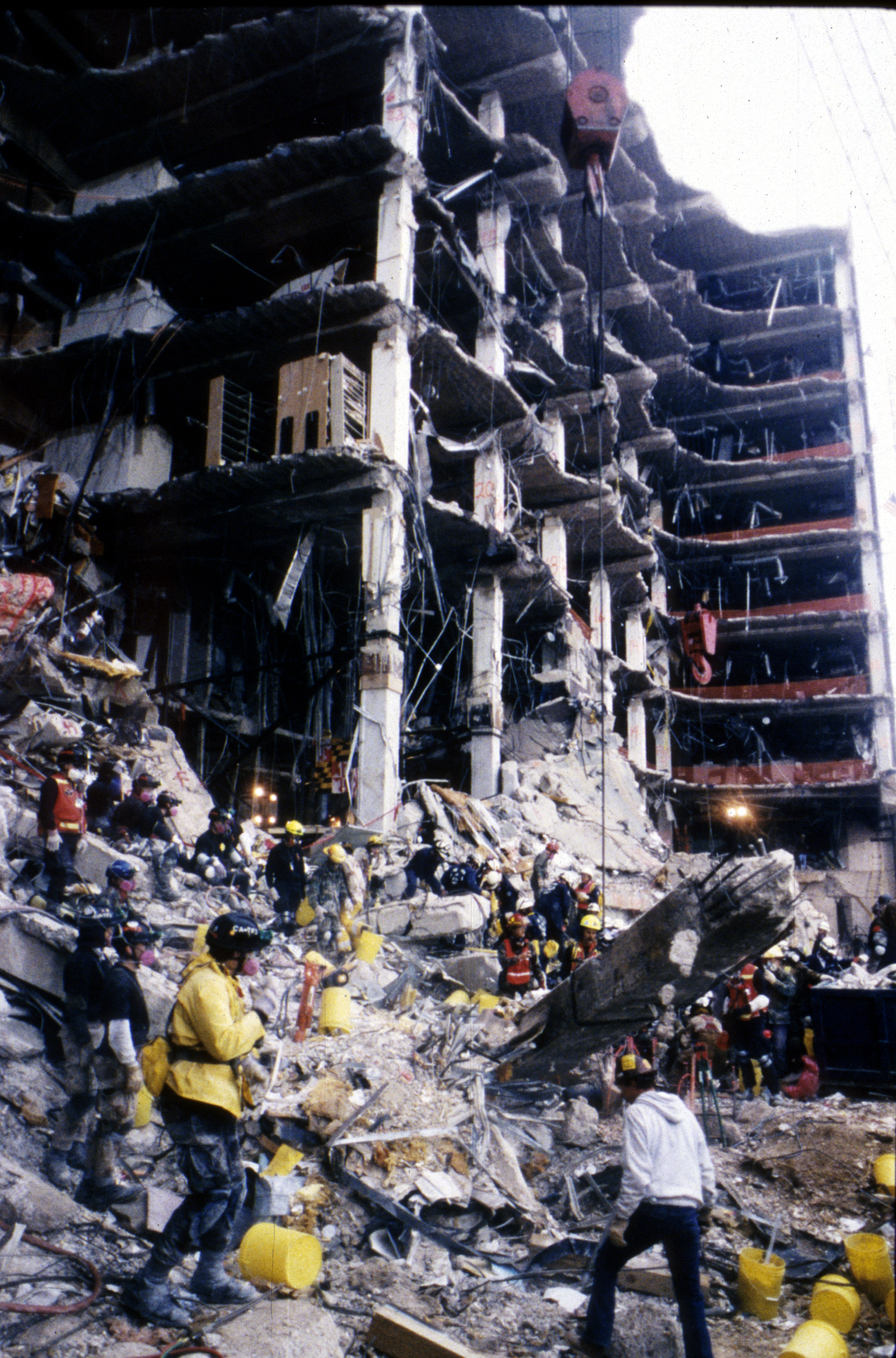
Les équipes de recherches et de secours cherchent des survivants dans les décombres.

À 10 h 28 HNC, les secouristes trouvent ce qu'ils pensent être une deuxième bombe. Certains secouristes refusent de quitter les lieux tant que la police n'a pas ordonné l'évacuation d'un périmètre de quatre pâtés de maisons autour du lieu du drame,. L'objet trouvé s'avère être un missile antichar filoguidé de 3 pieds (environ 1 mètre), utilisé lors de l'entraînement des agents généraux et des chiens renifleurs d'explosifs. Bien qu'effectivement inerte, il est désigné « réel » afin de tromper les trafiquants d'armes dans le cadre de l'application d'une loi prévue à cet effet. Après examen du missile, il est conclu qu'il est inerte, et les secouristes peuvent ainsi reprendre leur travail 45 minutes plus tard,. La dernière rescapée, une fille de 15 ans, trouvée sous les décombres du bâtiment, est secourue vers 20 h HNC.
Les jours suivant l'explosion, plus de 12 000 personnes apportent leur aide lors des opérations de secours et de sauvetage. L'Agence fédérale des situations d'urgence (Federal Emergency Management Agency, FEMA) envoie 11 équipes de secours des Urban Search and Rescue Task Forces représentant un total de 665 secouristes. Une infirmière perd la vie en portant secours aux victimes après avoir reçu un débris sur la tête. De plus, 26 autres secouristes ont été hospitalisés pour diverses blessures. Vingt-quatre unités de chiens policiers de l’État et des États voisins ont été mobilisées pour la recherche de survivants et de corps sous les décombres,. Du 24 au 29 avril 1995, lors de la recherche de corps, de 91 à 320 tonnes de gravats sont retirés du site.

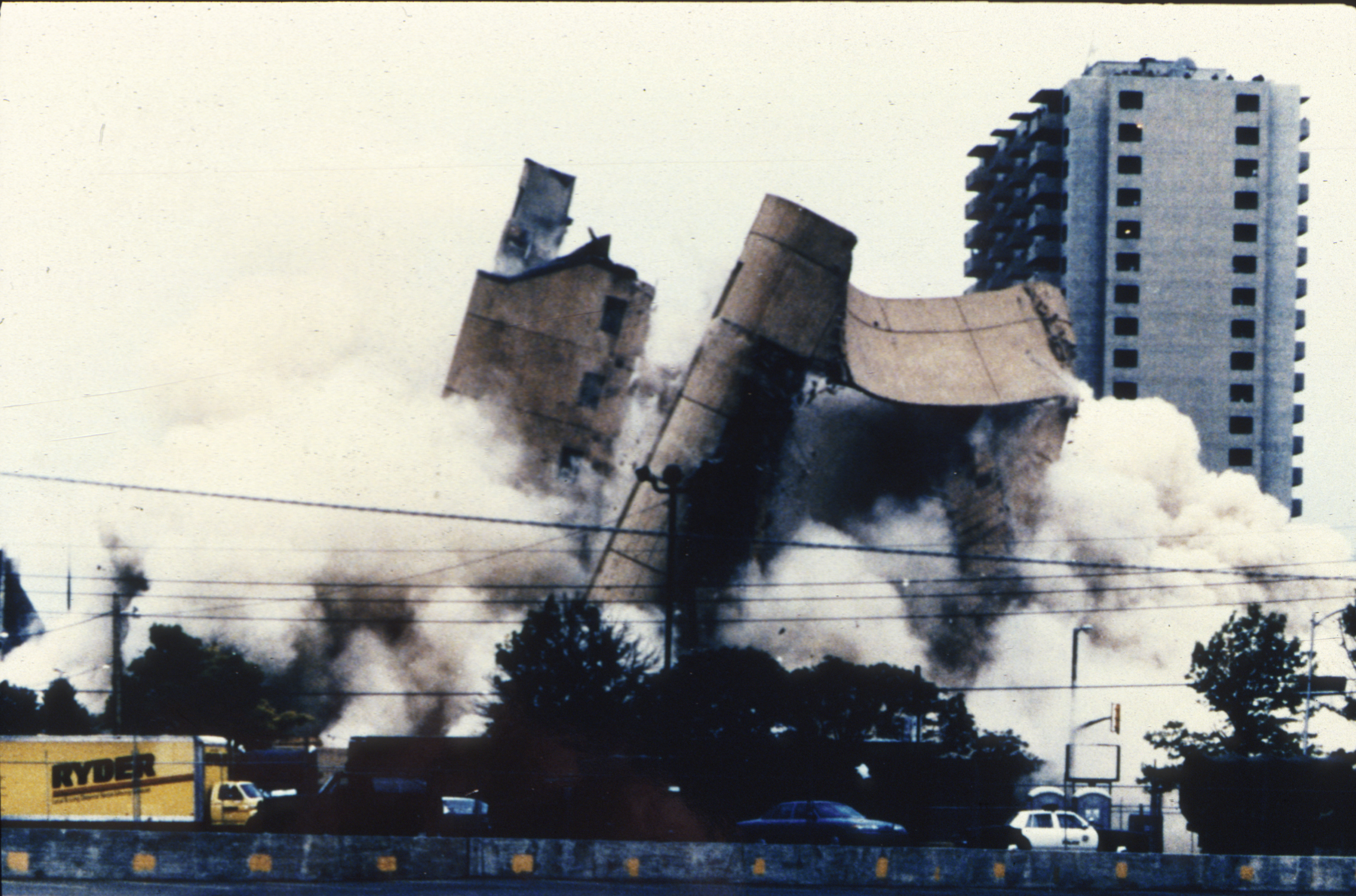
Le 23 mai 1995, soit plus d'un mois après l'explosion, le bâtiment fédéral Alfred P. Murrah a été démoli. La bombe était cachée dans un camion Ryder similaire à celui se trouvant dans le coin gauche de la photographie.

Le 5 mai, à 12 h 50 HNC, les efforts de sauvetage et de secourisme prennent fin. Tous les corps sont retrouvés, excepté ceux de trois victimes. Pour des raisons de sécurité, il est initialement prévu de démolir le bâtiment peu de temps après l'attentat. Cependant, Stephen Jones, avocat de Timothy McVeigh, dépose une motion afin de faire ajourner la démolition jusqu'à ce que la défense puisse examiner le site dans le cadre de la préparation du procès. Plus d'un mois après l'attentat, le 23 mai à 7 h 20 HNC, le bâtiment fédéral Alfred P. Murrah est entièrement démoli,. Les trois corps jusqu'ici introuvables de deux employés de la caisse populaire et celui d'un client ont alors pu être retrouvés. Pendant plusieurs jours après la démolition du bâtiment, les camions nettoient plus de 730 tonnes de débris par jour. Certains débris sont utilisés comme preuves lors des procès des présumés coupables, mais aussi incorporés à des mémoriaux, donnés à des écoles locales ou vendus afin de récolter des fonds pour les efforts de sauvetage.

### Aide humanitaire
La réponse humanitaire, nationale et internationale, est immédiate et massive. Un grand nombre d'objets tels que des brouettes, des bouteilles d'eau, des casques avec lumière intégrée ou des vêtements de pluie sont donnés,. La quantité de ces dons cause des problèmes logistiques jusqu'à ce que des déchetteries soient mises en place pour trier les marchandises. L’Oklahoma Restaurant Association, qui tient une foire commerciale dans la ville, aide les sauveteurs en fournissant de 15 000 à 20 000 repas sur une période de dix jours.
L'Armée du salut sert plus de 100 000 repas et fournit plus de 100 000 gants, casques et autres vêtements pour les secouristes. Les résidents dans la région répondent aux demandes de dons de sang, ; seulement 131 unités de sang sur plus de 9 000 unités recueillies sont utilisées, tandis que le reste est stocké dans les banques du sang.

### Aide gouvernementale et fédérale

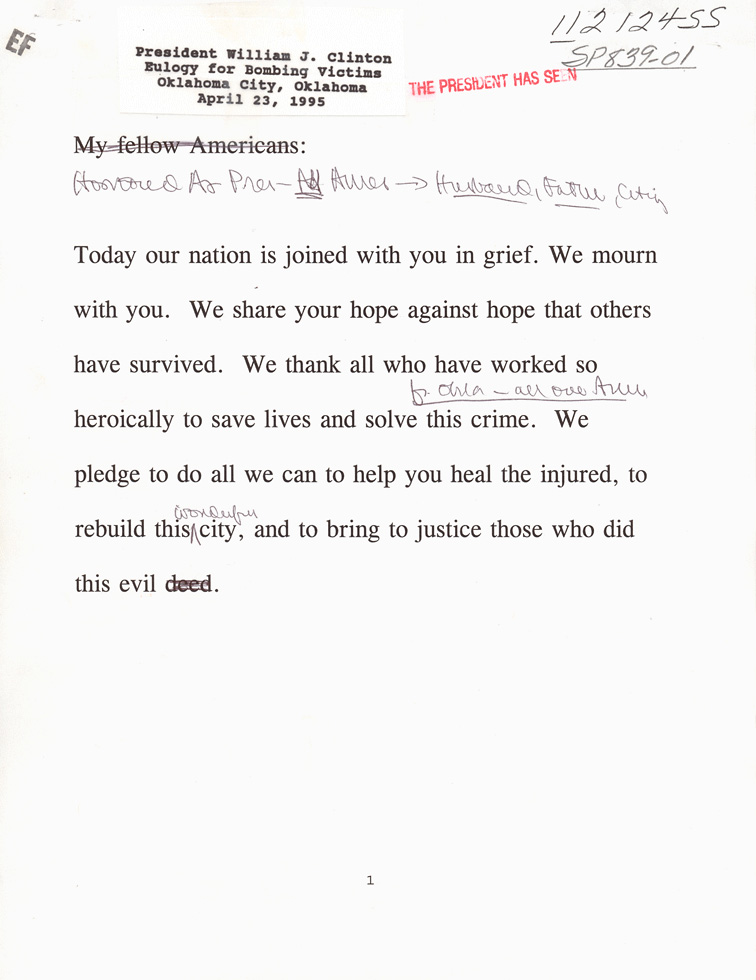
Note de Bill Clinton pour son discours aux victimes de l'attentat d'Oklahoma City le 23 avril 1995.

À 9 h 45, le gouverneur Frank Keating déclare l'état d'urgence et ordonne que tous les travailleurs non essentiels dans la région d'Oklahoma City soient libérés de leurs fonctions pour leur sécurité. Le président américain Bill Clinton apprend l'attentat vers 9 h 30 alors qu'il est en réunion avec la Première ministre turque Tansu Çiller à la Maison-Blanche,. Avant de discourir devant la nation, le président Clinton souhaite arrêter le trafic aérien dans la région d'Oklahoma City afin d'empêcher les auteurs de l'attentat de fuir par avion, mais il en décide autrement. À 16 h, le président américain déclare l'urgence fédérale à Oklahoma City et fait un discours à la nation :
« L'attentat d'Oklahoma City était une attaque contre des enfants innocents et des citoyens sans défense. C'était un acte de lâcheté […]. Les États-Unis ne le toléreront pas et je ne vais pas permettre au peuple de ce pays de se laisser intimider par des […] lâches. »
— Bill Clinton, Discours à la nation du 19 avril 1995,,
Clinton ordonne que les drapeaux de tous les édifices fédéraux soient en berne pour 30 jours en souvenir des victimes. Quatre jours plus tard, le 23 avril 1995, Clinton se déplace à Oklahoma City où il s'exprime officiellement.
Aucune grande aide financière fédérale n'est mise à la disposition des survivants de l'attentat d'Oklahoma City, mais le « fonds Murrah » mis en place dans le sillage de l'attentat recueille plus de 300 000 dollars en subventions fédérales. Plus de 40 millions de dollars sont versés à la ville pour les secours aux sinistrés et l'indemnisation des victimes. Les fonds sont initialement distribués aux familles qui en ont besoin et le reste est déposé en fiducie pour les besoins médicaux et psychologiques à plus long terme. En 2005, il reste encore 18 millions de dollars des dons, dont une partie est alors affectée à payer les études de chacun des 219 enfants rendus orphelins par l'attentat.
Peu après l'attentat, revenant sur les causes de l'attentat, le président Bill Clinton critique les animateurs des émissions de débat télévisé : « Ils répandent la haine. Ils donnent l'impression que, par leurs mots, la violence est tolérable ». Clinton ne mentionne aucun nom, mais distingue un conservateur, Gordon Liddy, lequel a demandé à ses auditeurs de tirer sur les agents de l'ATF qui entrent chez eux par effraction en visant la tête plutôt que la poitrine, protégée par un gilet pare-balles.

### Réactions internationales
Les réactions internationales à l'attentat sont multiples. Le président Bill Clinton reçoit de nombreux messages de sympathie, y compris ceux de la reine Élisabeth II, Yasser Arafat de l'Organisation de libération de la Palestine et P. V. Narasimha Rao de l'Inde. L'Iran condamne l'attentat comme étant une attaque contre des personnes innocentes mais blâme également la politique américaine pour son incitation. Le Koweïtien Ahmed Baqer, membre du Parlement, déclare : « C'est un acte criminel. Aucune religion et aucune loi ne permet de tels actes. Un grand nombre de civils et d'enfants ont été tués. Ceci est contre les droits de l'homme. C'est contre la logique. Nous […] rejetons ce genre d'actions ». D'autres messages de condoléances viennent de Russie, du Canada, d'Australie, de l'Organisation des Nations unies et d'Union européenne, parmi d'autres nations et organisations,.
Plusieurs pays offrent de l'aide aux efforts de sauvetage et d'enquête. La France propose une unité de sauvetage spéciale et le Premier ministre d'Israël Yitzhak Rabin propose d'envoyer des agents avec une « expertise anti-terroriste » pour aider à l'enquête. Le président Bill Clinton refuse l'offre d'Israël, estimant que l'accepter augmenterait le sentiment de lutte anti-musulmane et mettrait en danger les Américains musulmans.

### Effets sur les enfants
Les médias nationaux s'emparent rapidement du fait que 19 des victimes sont des enfants,,, présents dans la garderie du bâtiment car au moment de l'attentat, il existe 98 crèches dans les 7 900 bâtiments fédéraux américains,. Timothy McVeigh déclare plus tard qu'il n'était pas au courant de l'existence de cette garderie au moment du choix du bâtiment comme cible et que, s'il l'avait su « … il aurait fait une pause pour changer de cible. C'est [beaucoup] de dommages collatéraux »,. Néanmoins, le FBI déclare que McVeigh avait repéré l'intérieur du bâtiment en décembre 1994 et était donc probablement au courant de cette garderie avant l'attentat,.
Dans le sillage de l'attentat, des écoles du pays sont fermées. Une photographie du pompier Chris Fields dégageant le nourrisson Baylee Almon (morte plus tard dans un hôpital proche) des gravats est publiée dans le monde entier et devient rapidement un symbole de la tragédie. La photographie prise par Charles H. Porter IV, un employé d'une société de services, remporte en 1996 le prix Pulitzer pour Spot News Photography. Une photographie similaire est aussi prise par Lester LaRue,. En plus des enfants en relation avec l'attentat, d'autres enfants montrent des signes de stress après avoir regardé des journaux télévisés, et des recherches ultérieures montrent qu'ils sont atteints de choc post-traumatique.
Les deux jours suivant l'attentat, Bill Clinton et son épouse Hillary Clinton se sentent très concernés par la réaction des enfants à l'attentat. Ils demandent à des collaborateurs d'expliquer aux puériculteurs ce qu'ils ont à dire aux enfants au sujet de l'attentat. Le président Clinton déclare trois jours après l'attentat : « Je ne veux pas que nos enfants croient quelque chose de terrible sur la vie et l'avenir […] à cause de cette chose terrible… la plupart des adultes sont de bonnes personnes qui veulent protéger nos enfants dans leur enfance et nous allons traverser cela »,. Le samedi suivant, le 22 avril, les Clinton reçoivent des enfants d'employés d'agences fédérales ayant des bureaux au Murrah Building, dans le Bureau ovale à la Maison-Blanche, et répondent à leurs questions,.

### Couverture médiatique
Des centaines de journalistes et de camions de presse arrivent sur les lieux pour couvrir l’événement. La presse signale immédiatement que l'attentat a eu lieu au deuxième anniversaire du siège de Waco. Toutefois de nombreux journalistes font initialement l'hypothèse d'une attaque menée par des terroristes islamistes, tels que ceux qui ont planifié l'attentat du World Trade Center de 1993,,,. Certaines agressions de musulmans et de personnes d'origine arabe suivent,. Le 1er mai 1995, Time publie un numéro spécial avec en une le visage de la terreur, celui de Timothy McVeigh.
Après les sauvetages d'urgence, l'intérêt des médias se déplace vers l'enquête, les arrestations et les procès de Timothy McVeigh et Terry Nichols, ainsi que sur la recherche d'un éventuel suspect supplémentaire. Plusieurs témoins affirment avoir vu un deuxième homme avec McVeigh, qui ne ressemble pas à Nichols,.

## Enquête policière et arrestation
Initialement, le FBI a trois hypothèses quant aux responsables de l'attentat : celle des terroristes internationaux, peut-être le même groupe qui a réalisé l'attentat du World Trade Center de 1993 deux années plus tôt, celle d'un cartel de la drogue qui a pu se venger contre les agents de la DEA et celle de l’extrême droite suprémaciste partisane d'une théorie du complot. Le suspect est nommé « John Doe No. 1 » et devient immédiatement l'un des hommes les plus recherchés du monde. La procureure générale Janet Reno offre une prime de 2 millions de dollars en échange d'informations menant à l'arrestation des terroristes.

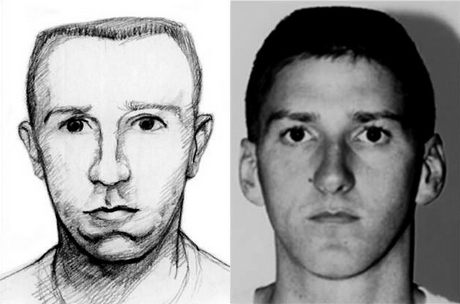
Croquis réalisé par la police et une photographie de Timothy McVeigh.

Moins de 90 minutes après l'explosion, Timothy McVeigh, un vétéran de la guerre du Golfe, est arrêté, alors qu'il roule vers le nord, sortant d'Oklahoma City, à proximité de Perry. McVeigh est interpellé par un agent de la police routière de l'État, Charles D. Hanger, pour absence de plaque d'immatriculation sur sa Mercury Marquis jaune,,. L'agent lui demande de sortir du véhicule et trouve sur McVeigh une arme mal dissimulée,,,,. Comme domicile, McVeigh a faussement affirmé qu'il réside chez le frère de Terry Nichols dans le Michigan. Après avoir menotté McVeigh, il l'amène à la prison de comté. Plus tard, se souvenant que son prisonnier s'était agité pendant qu'il était assis dans la voiture de police, Hanger fouille celle-ci et trouve une carte commerciale que McVeigh avait cachée. Sur le revers de la carte d'un magasin de surplus militaire du Wisconsin est écrit en manuscrit « TNT à 5 $ le bâton. Besoin de plus »,. Cette carte a ensuite servi de preuve lors du procès de McVeigh.
McVeigh est accusé de trafic et possession illégale d'armes. Le juge a une audience de divorce et reporte l'audience de McVeigh au lendemain. Sa caution est fixée à 5 000 dollars et l'homme passe la nuit en cellule. Dans le même temps, l'enquête avance. Le Vehicle Identification Number d'un essieu du camion piégé et des restes de la plaque d'immatriculation permet aux agents fédéraux de relier le véhicule à une agence de location Ryder de Junction City. Le propriétaire de l'agence les aide à dessiner un croquis du suspect,,,.
Au matin du 21 avril 1995, une employée du Dreamland Motel reconnaît Timothy McVeigh en observant le croquis du suspect et se souvient du véhicule garé devant l'hôtel. McVeigh a signé sous son vrai nom au motel, permettant aux enquêteurs de l'identifier rapidement et de faire des recherches dans leurs bases. Il utilise de nouveau l'adresse de la ferme de James Nichols,,. Avant de signer de son vrai nom au motel, McVeigh utilise plusieurs faux noms pour ses opérations. Toutefois, l'employée précise : « Les gens sont tellement habitués à signer de leur vrai nom que lorsqu’ils veulent utiliser une fausse signature, ils s'apprêtent à écrire puis détournent le regard un instant vers le haut comme pour se souvenir du nouveau nom qu'ils veulent utiliser. C'est ce qu'a fait [McVeigh], je lui ai parlé à ce moment-là et c'est ce qui l'a trahi »,.

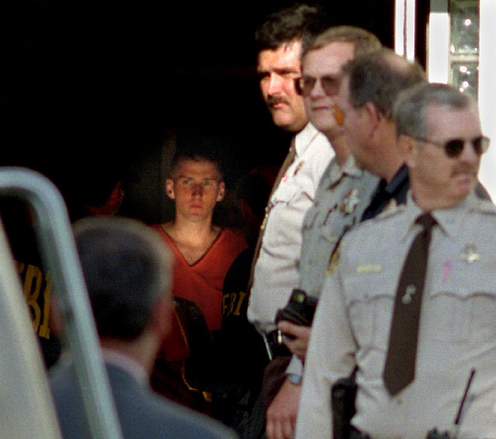
Timothy McVeigh au tribunal le 21 avril 1995.

L'audience pour le port illégal d'arme est prévue à 9 h 30 mais les agents fédéraux contactent les autorités pour le garder en détention le temps qu'ils arrivent sur place pour l'arrêter,. Plutôt que de parler aux enquêteurs au sujet de l'attentat, Timothy McVeigh demande un avocat. Après avoir été alertée par l'arrivée de la police et des hélicoptères de la présence d'un suspect de l'attentat à l'intérieur, une foule agitée commence à se rassembler devant la prison. McVeigh demande un gilet pare-balles ou un transport par hélicoptère, mais ces requêtes sont rejetées.
Les agents fédéraux obtiennent un mandat pour perquisitionner la maison du père de Timothy McVeigh, Bill, après quoi ils placent le téléphone de la maison sur écoute. Les enquêteurs du FBI utilisent les informations acquises, ainsi que la fausse adresse donnée par McVeigh, pour entamer les recherches des frères Nichols, Terry et James. Le 21 avril 1995, Terry apprend qu'il est recherché et se rend,. Des éléments à charge sont découverts à son domicile : du nitrate d'ammonium et des détonateurs, la perceuse électrique utilisée pour percer les verrous de la carrière, des livres sur la fabrication de bombes, une copie de Hunter et un plan dessiné à la main du centre-ville d'Oklahoma City sur lequel est marqué le bâtiment fédéral Alfred P. Murrah et l'endroit où la voiture pour la fuite de McVeigh est garée,. Après un interrogatoire de neuf heures, Terry est formellement placé en détention jusqu'à son procès. Le 25 avril 1995, James est également arrêté, mais il est libéré après 32 jours d'incarcération, faute de preuves,. La sœur de McVeigh, Jennifer, est accusée d'avoir illégalement envoyé des balles à son frère, mais elle obtient l'immunité en échange d'un témoignage contre lui,,,.
Un Jordano-Américain d'Oklahoma City, en voyage en Jordanie pour voir sa famille le 19 avril 1995, est également arrêté dans ce qui est décrit comme un « coup de filet initial » sur l'hypothèse de terroristes originaires du Moyen-Orient. Une enquête plus poussée permet de le disculper de toute implication dans l'attentat,.

## Procès

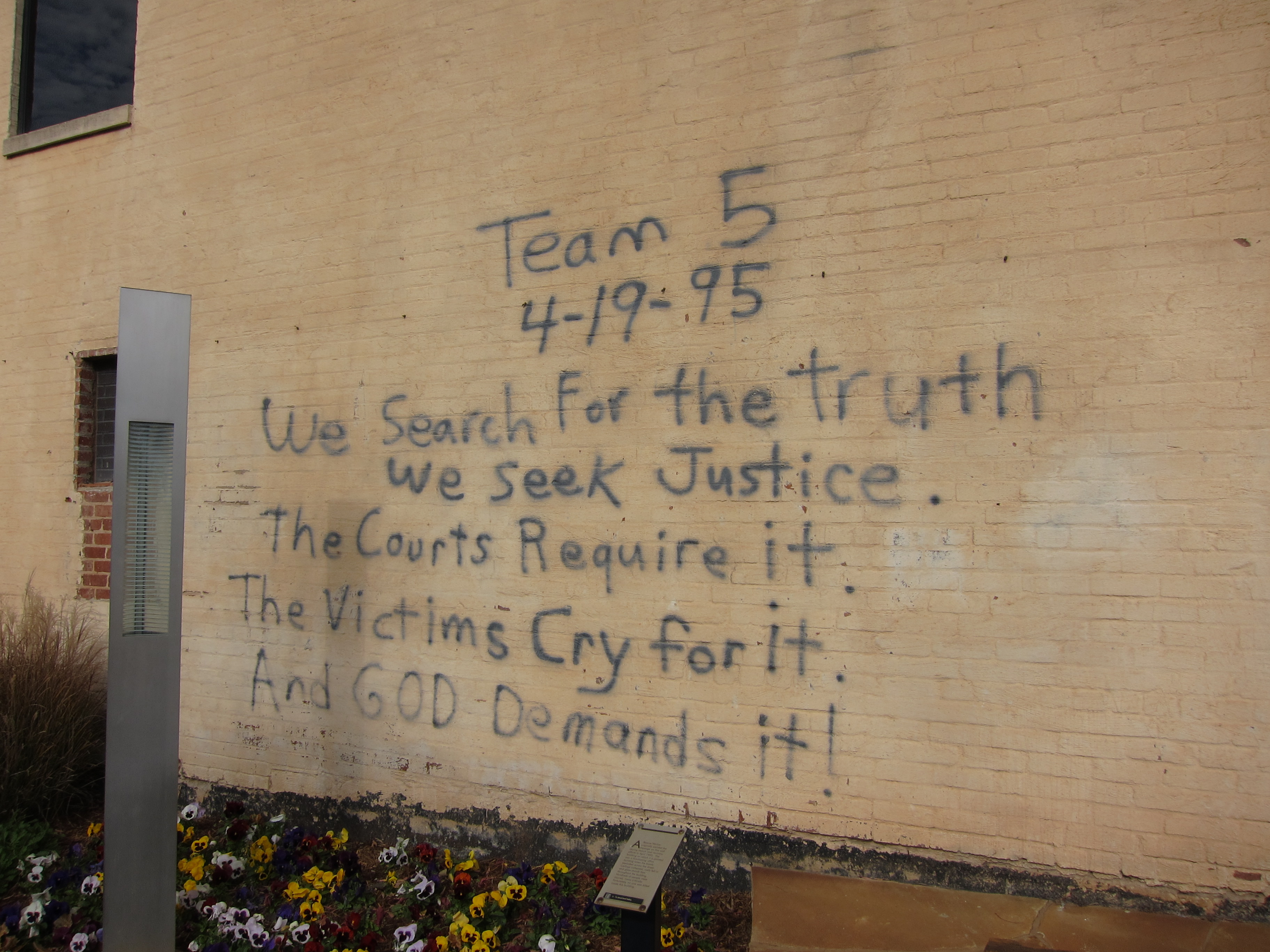
Message de l'équipe de secours no 5 conservé.

Le Federal Bureau of Investigation (FBI) mène l'enquête officielle, connue sous le nom « OKBOMB »,, avec Weldon L. Kennedy agissant comme agent spécial chargé du dossier,. Kennedy supervise 900 employés fédéraux, étatiques et locaux, dont 300 agents du FBI, 200 agents du département de police à Oklahoma City, 125 membres de la Garde nationale de l'Oklahoma et 55 agents du ministère de la Sécurité publique de l'Oklahoma. Le groupe de travail enquêtant sur le crime est estimé comme le plus grand depuis l'enquête sur l'assassinat de John F. Kennedy. OKBOMB est la plus grande affaire criminelle de l'histoire américaine, avec des agents du FBI menant 28 000 entretiens, amassant 3,2 tonnes de preuves et collectant près d'un milliard d'informations,,. Le juge fédéral Richard Paul Matsch (en) demande que le lieu du procès soit déplacé d'Oklahoma City à Denver, au Colorado, en expliquant que les accusés sont incapables d'obtenir un procès équitable dans l'Oklahoma. L'enquête mène à la tenue de procès distincts et aux inculpations de McVeigh, Nichols et Fortier.

### Timothy McVeigh
Le procès de Timothy McVeigh débute en avril 1997 et dure six semaines. L'affaire ne passionne pas la population américaine, loin de la fascination autour de l'affaire O. J. Simpson, en grande partie parce qu'elle n'est pas télévisée, de l'avis de Steven Brill, le fondateur de Court TV (truTV). Les États-Unis sont représentés par une équipe de procureurs dirigée par Joseph Hartzler. Dans son allocution d'ouverture, Hartzler décrit les motivations de McVeigh et les preuves contre lui. McVeigh, dit-il, a développé une haine du gouvernement pendant son passage dans l'armée, après avoir lu Les Carnets de Turner. Ses convictions sont soutenues par ce qu'il voit comme une opposition idéologique de la milice de l'augmentation des impôts et l'adoption de la loi Brady et renforcées par les incidents du siège de Waco et du Ruby Ridge. L'accusation appelle 137 témoins, dont Michael Fortier et sa femme, Lori, et la sœur de McVeigh, Jennifer McVeigh, qui ont tous confirmé la haine de McVeigh envers le gouvernement et son désir de réaliser une action militante contre ce dernier,. Michael et Lori Fortier témoignent que McVeigh leur a signalé ses plans pour faire exploser le bâtiment fédéral Murrah. Michael révèle que McVeigh a choisi la date et Lori témoigne qu'elle a créé la fausse carte d'identité que McVeigh a utilisée pour louer le camion Ryder.
McVeigh est représenté par une équipe de six avocats de la défense, avocats principaux dirigés par Stephen Jones (en). Selon le professeur de droit Douglas O. Linder (en), McVeigh souhaite que Jones présente une « défense de nécessité » revendiquant qu'il était en « danger imminent » à cause du gouvernement et que son attentat est destiné à prévenir les crimes gouvernementaux futurs, sur la base des événements de Waco et du Ruby Ridge. McVeigh fait valoir qu'« imminente » ne signifie pas « immédiate » : « Si une comète se précipite vers la Terre, et qu'elle est au-delà de l'orbite de Pluton, ce n'est pas une menace immédiate pour la Terre, mais il existe une menace imminente ». Malgré le souhait de McVeigh, Jones tente de discréditer l'accusation dans une tentative d'instiller un « doute raisonnable ». Jones croit également que McVeigh faisait partie d'un vaste complot et cherche à le présenter comme « le bouc émissaire désigné », malgré son désaccord avec McVeigh. Après une audition, le juge Richard Paul Matsch statue que la preuve concernant un vaste complot est trop vague pour être recevable. En plus de soutenir le fait que l'attentat ne peut pas avoir été effectué par deux hommes seuls, Jones joue également sur le fait que personne n'a vu McVeigh près de la scène du crime et que l'enquête sur l'attentat n'a duré que deux semaines. Jones présente 25 témoins sur une période d'une semaine, dont le lanceur d'alerte Frederic Whitehurst (en).
Un point clé de discorde dans l'affaire est la jambe retrouvée après l'attentat, n'appartenant à aucune victime connue. Bien qu'à l'origine considérée comme appartenant à un homme, il est établi plus tard que la jambe est celle de Lakesha Levy, une militaire de l'armée de l'air tuée dans l'attentat. Le cercueil de Levy a dû être rouvert pour y placer sa jambe et reprendre une autre jambe placée par erreur. Cette dernière a été embaumée, ce qui empêche les autorités d'être en mesure d'extraire de l'ADN pour déterminer son propriétaire. Jones fait valoir que cette jambe peut avoir appartenu à un autre terroriste. L'accusation conteste ce point, en précisant que la jambe peut avoir appartenu à l'une des huit victimes qui ont été enterrées sans jambe gauche.
De nombreuses fuites dommageables, qui semblent provenir de conversations entre McVeigh et ses avocats, émergent. Elles comprennent une confession qui a été incluse semble-t-il par inadvertance sur un disque informatique qui a été donné à la presse, ce qui a sérieusement compromis les chances de McVeigh d'obtenir un procès équitable. Une obligation de silence est imposée au cours du procès, interdisant aux avocats de l'accusation et de la défense de faire des déclarations à la presse sur le déroulement du procès. La défense est autorisée à faire considérer six pages d'un rapport de 517 pages du ministère de la Justice qui critique le laboratoire criminel du FBI et David Williams, un des experts en explosifs de l'agence, pour parvenir à des conclusions non scientifiques et partiales. Le rapport affirme que Williams a travaillé à partir de premières conclusions dans l'enquête plutôt que de fonder ses propres décisions sur des preuves médico-légales.

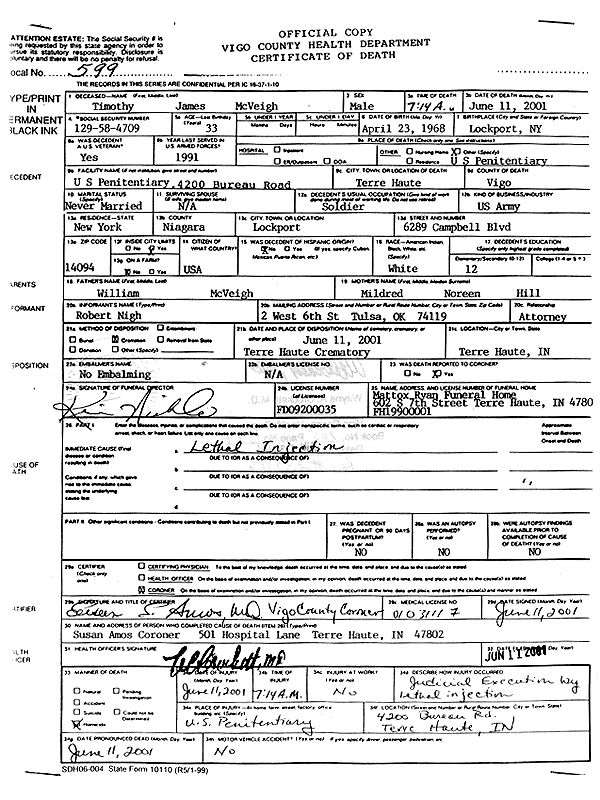
Copie du certificat de décès de Timothy McVeigh.

Le jury délibère pendant 23 heures. Le 2 juin 1997, McVeigh est reconnu coupable de onze chefs d'accusation d'assassinat et de complot,,. Bien que la défense ait plaidé pour une réduction à la peine d'emprisonnement à vie, McVeigh est condamné à mort. Il devient le treizième prisonnier fédéral en attente de sa condamnation à mort alors que la dernière exécution par le gouvernement fédéral remonte à Victor Feguer en mars 1963.
En mai 2001, le FBI annonce qu'il a conservé plus de 3 000 documents sur la défense de McVeigh. L'exécution est reportée d'un mois pour que la défense examine les documents. Le 6 juin, le juge fédéral Matsch juge que les documents ne prouvent pas l'innocence de McVeigh et ordonne l'exécution. Le président George W. Bush approuve l'exécution. McVeigh est exécuté le 11 juin par injection létale au pénitencier fédéral de Terre Haute à Terre Haute dans l'Indiana,,. L'exécution est retransmise en interne de sorte que les proches des victimes puissent être témoins de sa mort. L'exécution de McVeigh est la première exécution fédérale depuis 38 ans.

### Terry Nichols
Terry Nichols est jugé à deux reprises. Il est d'abord jugé par le gouvernement fédéral en 1997 et reconnu coupable de conspiration en vue de construire une arme de destruction massive et des huit chefs d'accusation d'homicide involontaire d'agents fédéraux,. Après qu'il est condamné le 4 juin 1998 à perpétuité sans possibilité de libération conditionnelle, l'État de l'Oklahoma en 2000 envisage de le faire condamner à la peine de mort pour les 161 chefs d'accusation de premier degré d'assassinat (160 victimes non agent fédéraux et un fœtus). Le 26 mai 2004, le jury le reconnait coupable de toutes les charges, mais bloque sur la question de sa condamnation à mort. Le juge président Steven W. Taylor (en) détermine la peine de 161 mandats à vie consécutifs sans possibilité de libération conditionnelle. En mars 2005, les enquêteurs du FBI, agissant sur une information, recherchent une cache enterrée dans l'ancienne maison de Nichols et trouvent des explosifs supplémentaires omis dans la recherche préliminaire après l'arrestation de Nichols. En 2009, Nichols est détenu dans la prison fédérale ADX Florence.

### Michael et Lori Fortier
Michael et Lori Fortier sont considérés comme complices pour leur connaissance de la planification de l'attentat. En plus du fait que Michael a aidé Timothy McVeigh dans le repérage de la cible, Lori a aidé McVeigh à falsifier un permis de conduire qui a été plus tard utilisé pour louer le camion Ryder. Michael accepte de témoigner contre McVeigh et Nichols en échange d'une réduction de peine et de l'immunité pour sa femme. Il est condamné le 27 mai 1998 à douze ans de prison et une amende de 75 000 $ pour avoir omis d'avertir les autorités au sujet de l'attaque. Le 20 janvier 2006, après avoir purgé dix ans de sa peine, Fortier est libéré pour bonne conduite et reçoit une nouvelle identité dans le cadre du programme fédéral des États-Unis pour la protection des témoins.

### Autre complice
Jamais aucun autre complice n'a été identifié ni rien de concluant signalé au sujet du propriétaire de la jambe retrouvée en plus. Le gouvernement n'a jamais ouvertement enquêté sur quiconque en conjonction avec l'attentat. Bien que les avocats chargés des défenses dans les deux procès de Timothy McVeigh et de Terry Nichols aient suggéré l'implication d'autres personnes, le juge Steven W. Taylor n'a trouvé aucune preuve crédible et pertinente, ou légalement admissible, qu'une personne autre que McVeigh et Nichols a directement participé à l'attentat. Lorsque McVeigh a été interrogé sur la présence d'autres conspirateurs dans l'attentat, il a répondu : « […] la vérité est [que] j'ai fait sauter l'immeuble Murrah, et n'est-il pas un peu effrayant qu'un homme seul ait pu causer ce genre d'enfer ? ». Le matin de l'exécution de McVeigh, une lettre est publiée dans laquelle il écrit « Pour les théoriciens traditionnels de la conspiration qui refuseront de le croire, je leur dis : « Montrez-moi où j'ai eu besoin de quelqu'un d'autre. Des finances ? De la logistique ? Des spécialistes de techniques sophistiquées ? De la stratégie ?… Dites-moi où j'ai eu besoin d'un mystérieux Monsieur X ! » »,.

## Bilan

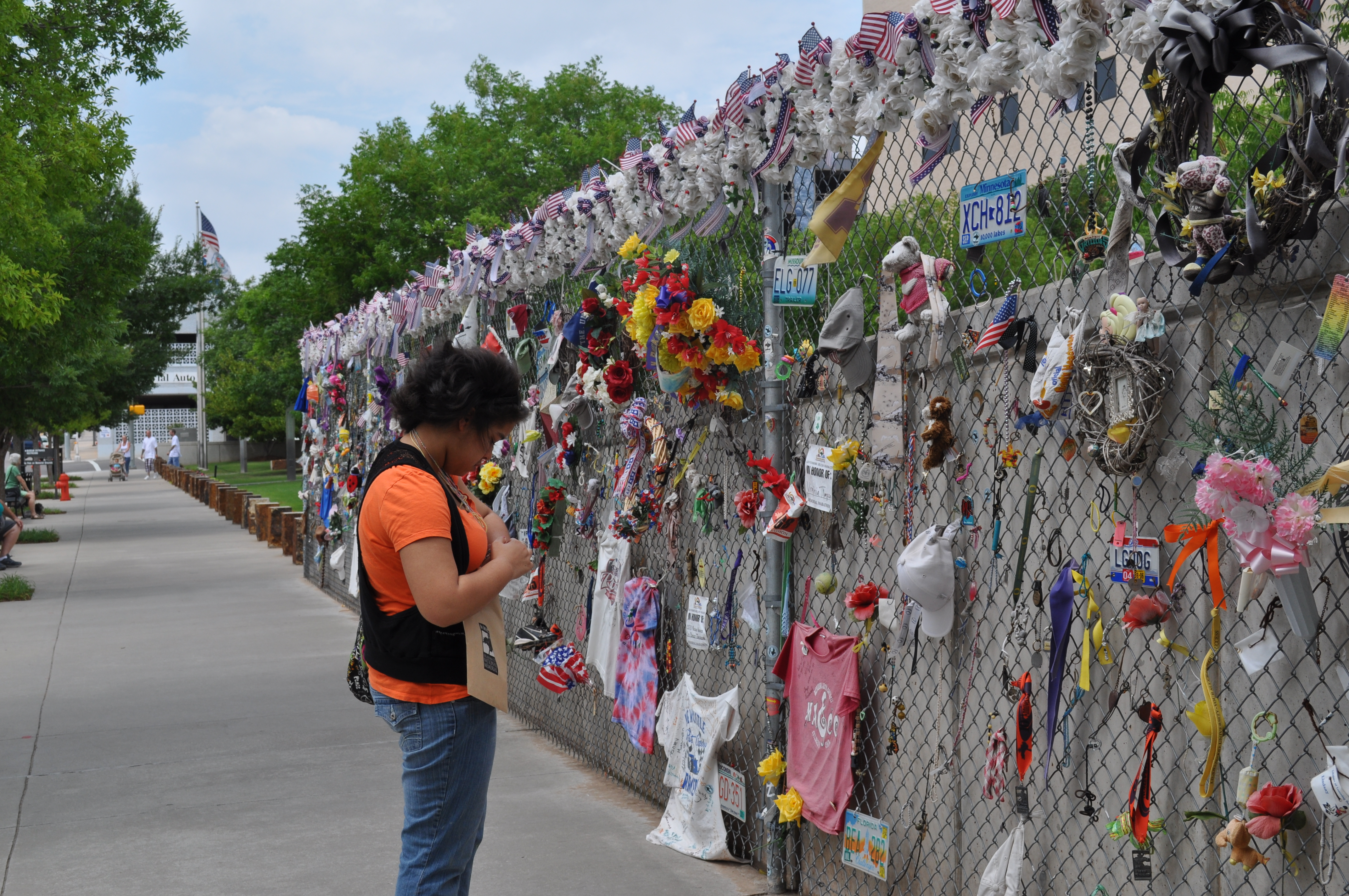
Mur du Mémorial national d'Oklahoma City décoré en mémoire des victimes.

La plus grande perte de vies américaines dans un acte terroriste avant l'attentat d'Oklahoma City a eu lieu dans l'attentat de Lockerbie, au Royaume-Uni, avec 189 Américains tués sur les 270 morts. L'attentat d'Oklahoma City est l'acte terroriste le plus meurtrier contre les États-Unis sur le sol américain jusqu'aux attentats du 11 septembre 2001. Une estimation précise qu'environ 387 000 personnes dans la région métropolitaine d'Oklahoma City, soit un tiers de la population, connait quelqu'un qui a été directement touché par l'attentat,,. Dans les 48 heures qui suivent l'attaque, et avec l'aide de l'Administration des services généraux (GSA), les bureaux fédéraux ciblés ont été en mesure de reprendre leurs activités dans d'autres parties de la ville.

### Impact sur la lutte contre le terrorisme d'extrême droite
Selon Jacques Portes, professeur d'histoire de l'Amérique du Nord à l'université Paris 8, « Le choc d'un tel attentat est d'autant plus grand que ses auteurs semblent venir de milieux antifédéraux, proches de milices d'extrême droite. ». Pour le politologue Nicolas Lebourg, Timothy McVeigh, « militant d’extrême droite », s'inspire du « best-seller mondial de la mouvance néo-nazie, le roman Les Carnets de Turner (The Turner Diaries) » qui décrit « le soulèvement des suprémacistes blancs contre le pouvoir sioniste », et la manière de fabriquer une bombe.
Selon Mark Potok de la Southern Poverty Law Center, une association américaine reconnue pour ses travaux de surveillance sur l'extrême-droite aux États-Unis, on décompte plus de 60 complots terroristes domestiques entre 1995 et 2005 qui font de nombreuses victimes, beaucoup ayant été néanmoins déjoués par les autorités. Mais 10 ans après l'attentat d'Oklahoma City, la sécurité nationale ne semble pourtant pas prendre au sérieux la menace terroriste que représente la droite radicale américaine tel que les suprémacistes blancs, préférant mettre en avant des groupes extrémistes écologistes qui n'ont pas fait une seule victime,. Des attentats sont évités grâce à des mesures établies par le gouvernement local et fédéral pour accroître la sécurité des cibles prioritaires et le suivi des groupes à risque aux États-Unis. Potok révèle qu'en 1996 il y a environ 858 milices et groupes antigouvernementaux, mais que ce nombre est tombé à 152 en 2004, tandis que parallèlement des groupes de haine raciale qui ne s'engagent pas dans des entrainements paramilitaires sont devenus plus nombreux, passant de 474 en 1997 à 762 en 2004, notamment grâce à une forte présence sur internet. Peu de temps après l'attentat, le FBI embauche 500 nouveaux agents pour enquêter sur les risques potentiels d'attentats terroristes domestiques.

### Législation
Dans le sillage de l'attentat, le gouvernement américain adopte plusieurs textes de loi, notamment l'Antiterrorism and Effective Death Penalty Act of 1996, qui entre en vigueur cinq jours après l'attentat,. En réponse aux procès des conspirateurs qui sont réalisés hors de l'État ciblé, le Victim Allocution Clarification Act of 1997 est signé le 20 mars 1997 par le président Bill Clinton pour permettre aux victimes de l'attentat — et les victimes d'actes terroristes à venir —, d'avoir le droit d'assister aux procès et de témoigner aux audiences. À la suite du passage de cette loi, Clinton déclare que « Lorsque quelqu'un est victime, il ou elle devrait être au centre du processus de justice criminelle, et non pas le regarder de l'extérieur ».
Dans les années qui suivent l'attentat, des scientifiques, des experts en sécurité et l'ATF demandent au Congrès d'élaborer une législation qui obligerait les clients à s'identifier lors de l'achat d'engrais de nitrate d'ammonium, et les vendeurs à tenir des registres des ventes. Des critiques font valoir que les agriculteurs utilisent légalement de grandes quantités de cet engrais, et en 2009, seul le Nevada et la Caroline du Sud exigent l'identification des acheteurs dans ce type de cas. En juin 1995, le Congrès des États-Unis adopte une loi exigeant l'intégration de traceurs chimiques à la dynamite et d'autres explosifs afin de pouvoir relier plus aisément une bombe à son fabricant. À la suite des attentats d'Oslo et d'Utøya en 2011, une nouvelle régulation sur la vente de nitrate d'ammonium est proposée, et adoptée par le Congrès des États-Unis en août 2015,.
En 2008, l'entreprise Honeywell annonce qu'elle a mis au point un engrais à base d'azote qui n'explose pas lorsqu'il est mélangé avec de l'essence. Avec l'aide du département de la Sécurité intérieure des États-Unis, l'entreprise travaille sur le développement d'une version commerciale de cet engrais.

### Sécurité des bâtiments
Dans les semaines suivant l'attentat, le gouvernement fédéral ordonne que tous les bâtiments fédéraux des grandes villes soient entourés de murs Jersey en béton pour empêcher des attaques similaires. Dans le cadre d'un plan à plus long terme pour la sécurité des bâtiments fédéraux, la plupart de ces barrières temporaires ont depuis été remplacées par des barrières de sécurité permanentes qui sont enfoncées profondément dans le sol,. En outre, tous les nouveaux bâtiments fédéraux doivent maintenant être construits avec des obstacles résistants aux camions et de l'espace dans les rues environnantes pour minimiser leur vulnérabilité aux véhicules piégés,,. Les bâtiments du FBI, par exemple, doivent être éloignés de 30 mètres de la circulation. Le coût total des améliorations sécuritaires des immeubles fédéraux à travers le pays en réponse à l'attentat ont atteint 600 millions de dollars.
Le bâtiment fédéral Murrah avait été considéré comme si sûr qu'il n'avait qu'un garde de sécurité. En juin 1995, l'Administration des services généraux émet le rapport Vulnerability Assessment of Federal Facilities (« évaluation de la vulnérabilité des installations fédérales »), aussi connu comme The Marshals Report, dont les conclusions entraînent une évaluation approfondie de la sécurité de tous les immeubles fédéraux ainsi que la mise en place d'un système de classification des risques sur plus de 1 300 installations fédérales. Les sites fédéraux sont divisés en cinq niveaux de sécurité allant du niveau 1 (besoin de sécurité minimum) au niveau 5 (besoin de sécurité maximum). Le bâtiment fédéral Murrah est considéré comme un bâtiment de niveau 4. Parmi les 52 améliorations sécuritaires se trouvent les barrières, la surveillance par des caméras de surveillance, la gestion des accès du site, le renfort de l'extérieur de la construction pour augmenter sa résistance aux explosions, des systèmes de vitrage pour réduire les éclats de verre et l'amélioration de la conception structurelle du bâtiment pour éviter son effondrement,.
L'attaque conduit à des améliorations techniques permettant une meilleure résistance, dont le nouveau bâtiment fédéral profite. L'épisode sur l'attentat d'Oklahoma City de la série documentaire La Minute de vérité du National Geographic Channel suggère que le bâtiment fédéral Murrah aurait probablement tenu à l'explosion s'il avait été construit selon les codes de conception parasismique de Californie.

### Discussions sur l'attentat
Ce nouvel attentat aux États-Unis, modèle de société ouverte, créé un nouveau défi sociétal pour renforcer la sécurité collective sans limiter la liberté individuelle. Le président des États-Unis Bill Clinton exprime que l'attentat est « une attaque envers les États-Unis, notre mode de vie, et tout ce en quoi nous croyons »,,. Le terrorisme entre dans l’Amérique profonde, une région rurale. L'expert du terrorisme Neil C. Livingstone juge que le terrorisme se déplace en province du fait des nouvelles mesures de sécurité plus restrictives dans les grandes villes comme New York ou Los Angeles.
Même des personnes en accord avec les points de vue politiques de Timothy McVeigh considèrent son acte comme contre-productif, avec une grande partie de la critique portant sur la mort d'enfants innocents et le fait que McVeigh n'ait pas assassiné spécifiquement de responsable du gouvernement. McVeigh a effectivement envisagé l'assassinat du procureur général des États-Unis, Janet Reno, et d'autres personnalités politiques, avant de choisir de s'attaquer à un bâtiment. Après l'attentat, il dit qu'il souhaite parfois avoir commis une série d'assassinats à la place de celui-ci. Ceux qui ont exprimé de la sympathie pour McVeigh décrivent généralement son acte comme un acte de guerre, comme dans l'essai The Meaning of Timothy McVeigh (2001) de Gore Vidal,, tandis que d'autres journalistes le comparent à l'abolitionniste John Brown.
McVeigh estime que l'attentat a eu un impact positif sur la politique du gouvernement. Pour preuve, il cite la résolution pacifique de l'affaire des Montana Freemen (en) en 1996, le règlement financier du gouvernement de 3,1 millions de dollars avec Randy Weaver quatre mois après l'attentat et des déclarations de Bill Clinton en avril 2000, regrettant la décision de l'assaut de Waco. McVeigh déclare : « Une fois que vous blessez le tyran, et qu'il sait qu'un deuxième coup arrive, il ne revient plus dans les parages. »

### Théories du complot
Plusieurs théories du complot sont développées à la suite des événements entourant l'attentat. Certaines théories affirment que des personnes au sein du gouvernement, y compris le président Bill Clinton,, étaient au courant de l'imminence de l'attentat et ont intentionnellement omis d'agir,. D'autres théories se concentrent sur la possibilité qu'il y ait eu des explosifs supplémentaires dans le bâtiment et d'autres complices impliqués dans l'attentat. Des théories complémentaires placent même le gouvernement comme responsable de l'attentat afin d'avoir un motif pour encadrer le mouvement des diverses milices via de nouvelles lois antiterroristes en utilisant McVeigh comme un bouc émissaire,,,. Les experts contestent ces diverses théories et des enquêtes gouvernementales sont ouvertes à divers moments pour se pencher sur ces théories.

## Postérité

### Mémorial

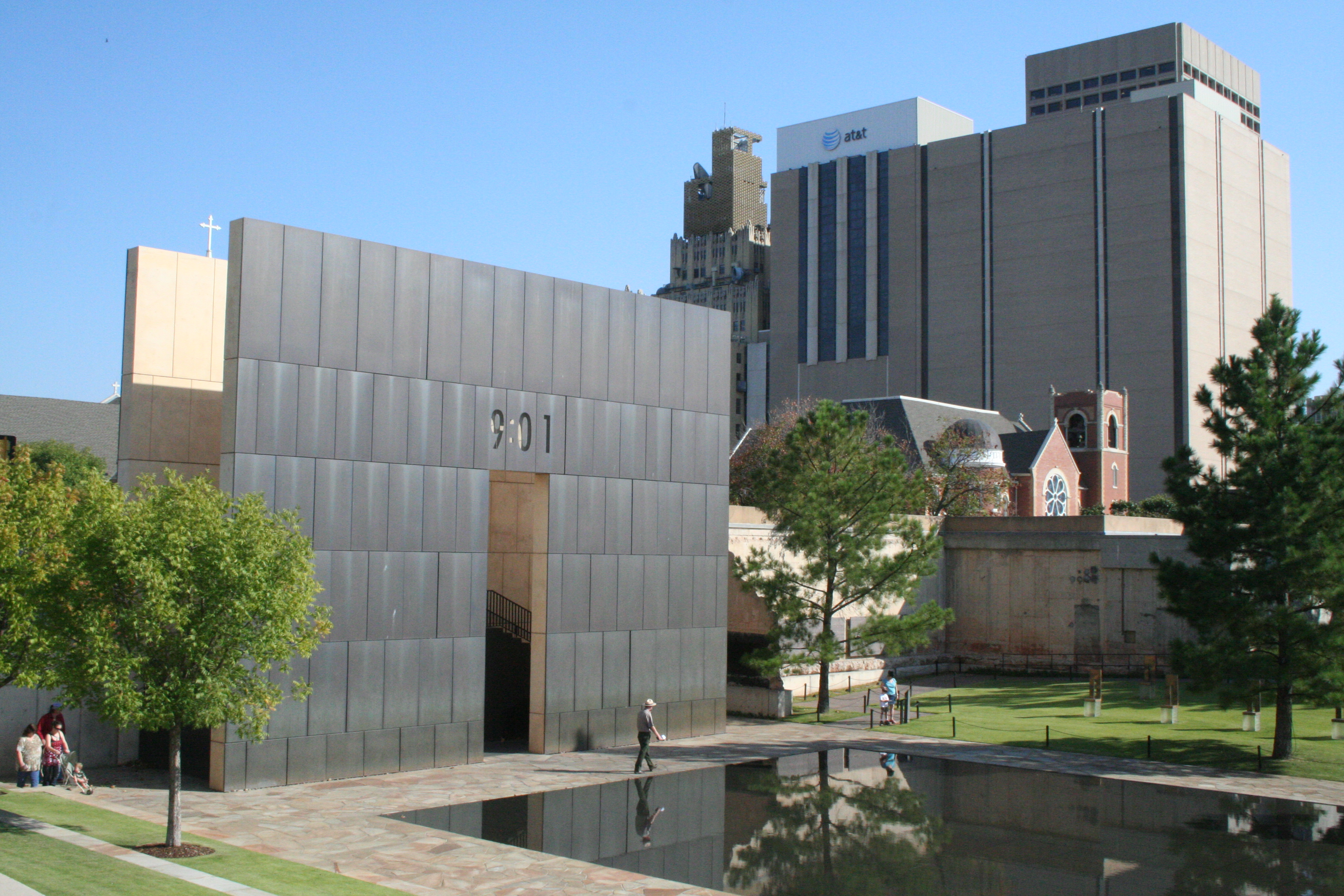
La porte « 9:01 » du Mémorial national d'Oklahoma City.

Lors des deux premières années suivant l'attentat, les seuls mémoriaux pour les victimes sont improvisés. Des jouets en peluche, des crucifix, des lettres et d'autres objets personnels sont accrochés à la clôture de sécurité entourant le site,. De nombreuses suggestions pour la création d'un mémorial adapté sont faites, mais un comité officiel sur le sujet n'a vu le jour qu'en 1996, lorsqu'un groupe composé de 350 membres, la Murrah Federal Building Memorial Task Force, est créé pour définir les plans d'un monument pour commémorer les victimes de l'attentat. Le 1er juillet 1997, un projet est retenu à l'unanimité par un jury de quinze personnes sur 624 propositions,. Le mémorial est conçu pour un coût de 29 millions de dollars, sur la base de fonds publics et privés,. Le mémorial est géré par le National Park Service et est conçu par des architectes d'Oklahoma City : Hans Butzer, Torrey Butzer et Sven Berg,. Il est inauguré par le président Bill Clinton le 19 avril 2000, soit exactement cinq ans après l'attentat,. Très fréquenté dès la première année, le mémorial recense 700 000 visiteurs.
Le mémorial comprend un miroir d'eau, flanqué de deux grandes portes avec comme inscription « 9:01 », l'instant précédant la détonation, et « 9:03 » celui qui la suit. Le miroir d'eau représente le moment de l'explosion (9h02). Sur l'extrémité sud du mémorial se trouve un champ de sièges, un pour chaque personne morte, en bronze et en pierre. Ils sont disposés selon leur appartenance aux différents étages de l'immeuble. Ce symbole représente les chaises vides à la table du dîner des familles des victimes. Les sièges des enfants tués sont reconnaissables à leur plus petite taille. Sur le côté opposé, un arbre faisant partie de l'aménagement initial a été conservé. Celui-ci a survécu à l'explosion et aux incendies qui l'ont suivie. Le mémorial a également laissé une partie des fondations de l'édifice visibles, permettant aux visiteurs de voir l'ampleur de la destruction. Une partie de la clôture mise en place autour du site de l'explosion et sur laquelle plus de 800 000 objets personnels avaient été accrochés, a été conservée par l’Oklahoma City Memorial Foundation et est maintenant exposée à l'ouest du mémorial. Au nord de l'ensemble se trouve le Journal Record Building qui abrite aujourd'hui l'Oklahoma City National Memorial Museum. Le bâtiment contient également le National Memorial Institute for the Prevention of Terrorism, un laboratoire d'idées indépendant.
À un coin de rue adjacent au mémorial, une sculpture intitulée And Jesus Wept a été érigée par la cathédrale Saint-Joseph d'Oklahoma City. Cette dernière, l'une des premières églises de la ville construites en dur, a été gravement endommagée par l'explosion,. La statue ne fait cependant pas partie du mémorial en lui-même.

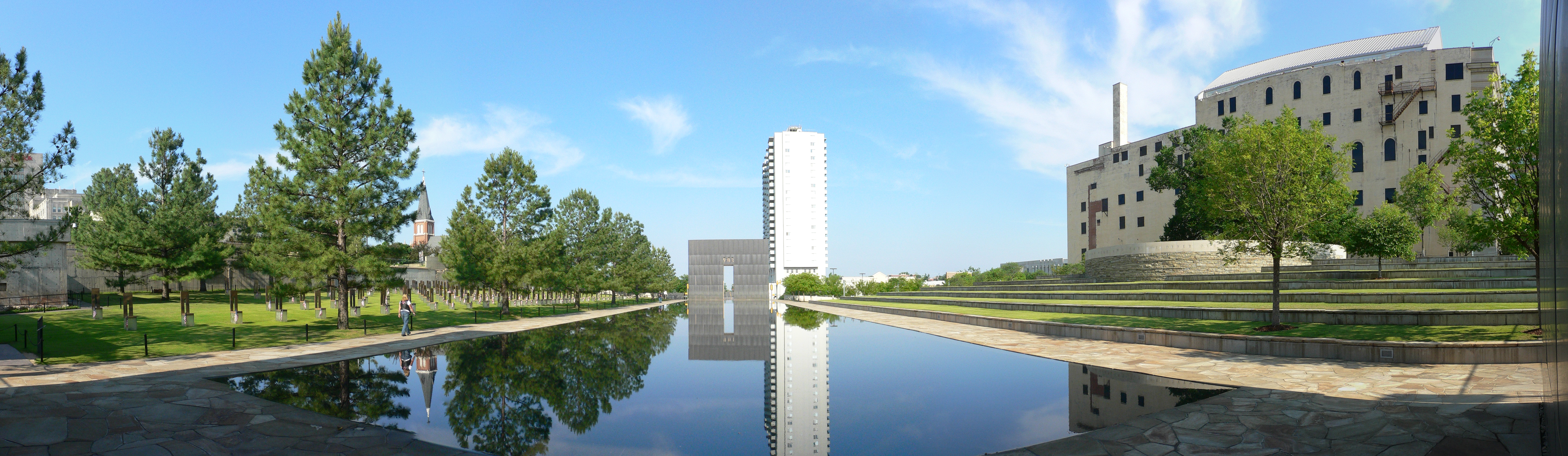
Panorama sur le miroir d'eau du Mémorial national d'Oklahoma City.

### Célébration
Une célébration a lieu chaque année à la mémoire des victimes de l'attentat. Elle commence le jour anniversaire à 9 h 2 par 168 secondes de silence, soit une pour chaque victime. Les noms des victimes sont ensuite lus par des enfants pour symboliser l'avenir d'Oklahoma City. Un marathon est également organisé et permet aux milliers de coureurs de parrainer une victime de l'attentat. Ce marathon du mémorial d'Oklahoma City (en) est depuis 2001 organisé chaque année.
Pour le dixième anniversaire de l'attentat, la ville a mis en place une série d'événements de plus grande envergure connue sous le nom de National Week of Hope en avril 2005. Le vice-président Dick Cheney, l'ancien président Bill Clinton, les gouverneurs de l'Oklahoma Brad Henry et Frank Keating, ainsi que d'autres personnalités politiques ont assisté au service et ont donné des discours dans lesquels ils ont souligné que le « bien a surmonté le mal »,.

### Menace d'attentat en 2017
En août 2017, la police d'Oklahoma City arrête un homme de la mouvance d'extrême-droite qui voulait commettre un attentat à la bombe devant une banque à la manière de Timothy McVeigh.

### Culture populaire
Plusieurs œuvres font référence à l'attentat d'Oklahoma City:
- Le documentaire Oklahoma City retrace la chronologie de l'attentat[190].
- Le film Couvre-feu met en scène plusieurs attentats, dont un contre les bureaux du FBI qui ressemble beaucoup à celui d'Oklahoma City[191].
- Le dernier épisode de la troisième saison de For All Mankind met en scène un attentat au camion piégé contre le centre spatial Johnson par des complotistes antigouvernementaux qui est une référence directe à l'attentat d'Oklahoma City[192].

### Citations originales
1. ↑  (en) « The bombing in Oklahoma City was an attack on innocent children and defenseless citizens. It was an act of cowardice and it was evil. The United States will not tolerate it, and I will not allow the people of this country to be intimidated by evil cowards. ».
2. ↑  (en) « ... it might have given me pause to switch targets. That's a large amount of collateral damage ».
3. ↑  (en) « I don't want our children to believe something terrible about life and the future and grownups in general because of this awful thing ... most adults are good people who want to protect our children in their childhood and we are going to get through this ».
4. ↑  (en) « TNT at $5 a stick. Need more. »
5. ↑  (en) « People are so used to signing their own name that when they go to sign a phony name, they almost always go to write, and then look up for a moment as if to remember the new name they want to use. That's what [McVeigh] did, and when he looked up I started talking to him, and it threw him ».
6. ↑  (en) « For those die-hard conspiracy theorists who will refuse to believe this, I turn the tables and say: Show me where I needed anyone else. Financing? Logistics? Specialized tech skills? Brainpower? Strategy? ... Show me where I needed a dark, mysterious 'Mr. X' ».
7. ↑  (en) « an attack on the United States, our way of life, and everything we believe in ».